# Gilles-Louis Chrétien
Gilles-Louis Chrétien (5. februar 1754 - 4. marts 1811) var en fransk musiker og opfinder.
Chrétien var oprindeligt cellist, men mistede sin stilling i det kongelige kapel i Paris under den franske revolution. I stedet gav han sig til at ernære sig med at lave portrætter af folk. Da han samtidig var teknisk interesseret, videreudviklede han de eksisterende teknikker, der gik ud på at tegne silhuettet af et ansigt op på et stykke papir og derpå ved hjælp af en pantograf at tegne det i den ønskede størrelse. Chrétiens ændring gik ud på, at han på selve silhuettet skabt af denne metode, tilføjede ansigtstræk som øjne, hår, mund osv. Derpå stak man så dette billede i kobber, hvorpå man kunne fremstille mange kopier af portrættet. Han kaldte sin metode for physionotrace som en sammentrækning af ordene "physionomie" (ansigt) og "tracer" (tegne).
Han var begyndt med physionotrace allerede i 1787, og på grund af massefremstillingen kunne han fremstille portrætter ganske billigt, hvilket gjorde dem tilgængelige for en stor del af befolkningen. Han lavede portrætter af en lang række af datidens kendte personer, herunder nøglepersonerne fra revolutionen, og mange af disse portrætter eksisterer fortsat. Ud over franskmænd portrætterede Chrétien især danskere, idet Danmark var et af de få lande, der ikke var i konflikt med Frankrig. Der kendes til portrætter af i alt 113 identificerede danskere med Chrétiens metode.
I 1807 blev han rehabiliteret som musiker af Napoleon, og han skrev blandt andet en opera. Desuden skrev han en bog: La Musique considérée comme science naturelle (Musikken opfattet som naturvidenskab).